# Кшиве (Елцький повіт)
Кшиве (пол. Krzywe, нім. Rundfließ) — село в Польщі, у гміні Простки Елцького повіту Вармінсько-Мазурського воєводства.
Населення — 123 особи (2011).
У 1975-1998 роках село належало до Сувальського воєводства.

## Демографія
Демографічна структура станом на 31 березня 2011 року:
|          | Загалом | Допрацездатний вік | Працездатний вік | Постпрацездатний вік |
| -------- | ------- | ------------------ | ---------------- | -------------------- |
| Чоловіки | 57      | 9                  | 42               | 6                    |
| Жінки    | 66      | 20                 | 35               | 11                   |
| Разом    | 123     | 29                 | 77               | 17                   |